# Vehlgast-Kümmernitz
Vehlgast-Kümmernitz ist eine Ortschaft der Hansestadt Havelberg im Landkreis Stendal in Sachsen-Anhalt.

## Geografie

### Lage
Die Gemarkungen Vehlgast und Kümmernitz bilden das Gebiet der früheren Gemeinde Vehlgast-Kümmernitz. Sie liegen etwa 10 Kilometer östlich und südöstlich der Stadt an der Grenze zum Bundesland Brandenburg.

### Ortschaftsgliederung
Die Ortschaft Vehlgast-Kümmernitz besteht aus den Ortsteilen Damerow, Klein-Damerow, Kümmernitz, Vehlgast und Waldfrieden.

## Geschichte

### Entstehung
Am 1. Januar 1974 entstand die Gemeinde Vehlgast-Kümmernitz im Kreis Havelberg durch den Zusammenschluss der Gemeinden Vehlgast und Kümmernitz. Am 1. Juli 1994 wurde die Gemeinde dem Landkreis Stendal zugeordnet. Mit dem Eingemeindung von Vehlgast-Kümmernitz nach Havelberg zum 1. Januar 2002 wurde die Gemeinde Vehlgast-Kümmernitz aufgelöst und eine gleichnamige Ortschaft errichtet.

### Einwohnerentwicklung
| Jahr | Einwohner |
| ---- | --------- |
| 1981 | 379       |
| 1991 | 353       |
| 2011 | [0]290    |
| 2018 | [0]252    |
| 2021 | [0]241    |
| 2022 | [0]234    |

Quelle, wenn nicht angegeben, bis 1991